# Eulonche lanceolaria
Eulonche lanceolaria là một loài bướm đêm trong họ Noctuidae.